# 今金町
今金町（日语：／ Imakane chō */?）是日本北海道檜山振興局北部的一個城鎮。今金町不面向大海，北部是長萬部岳等山岳地帶。地處日本一級河川後志利別川的流域內。當地以農業、酪農業和林業為主。特產是馬鈴薯。町名是由早期的開拓者今村藤次郎和金森石郎的名字各取一字而成。

## 歷史
- 1600年代：開始有人來到後志利別川上游區域採集砂金。
- 1893年：今村藤次郎和金森石郎來到此地進行開墾。
- 1897年：利別村由瀬棚村（現在的瀨棚町）分村。[4]
- 1906年4月1日：成為北海道二級村。
- 1929年4月1日：成為北海道一級村。
- 1947年10月1日：改制並改名為今金町。

## 交通

### 鐵路
過去曾有國鐵瀨棚線，但已於1987年3月15日停駛。

### 道路
| 一般國道 - 國道230號 | 道道 - 北海道道232號今金北檜山線 - 北海道道263號八雲今金線 - 北海道道677號小倉山丹羽停車場線 - 北海道道686v鈴岡今金停車場線 - 北海道道793號旭台今金線 - 北海道道810號金原今金線 - 北海道道836號島牧美利河線 - 北海道道878號光台種川線 - 北海道道936號丹羽今金線 - 北海道道999號美利河二股自然休養村線 |

### 巴士
- 函館巴士

## 觀光景點
| - 美利河水壩 - 常代之松 - 奧美利河溫泉 | - 今金雪祭 - 今金秋祭 |

## 教育

### 中學校
- 今金町立今金中學校

### 小學校
| - 今金町立今金小學校 - 今金町立神丘小學校 | - 今金町立種川小學校 | - 今金町立美利河小學校 |

### 特殊學校
- 道立北海道今金高等養護學校（页面存档备份，存于）

## 外部連結
- （日語）今金町商工會
- （日語）今金町農會
- （日語）檜山廣域行政組合（页面存档备份，存于）